# 佐和山城
佐和山城是位於滋賀縣彥根市（古近江國東城郡的山城。是近江國一個重要的據點，在16世紀末為石田三成的居城最為出名。

## 略歷
築城年份不明，但築城者確定為鎌倉時代的豪族佐保氏。戰國時代為淺井氏的一座支城，1571年起，當時的城主磯野員昌向織田信長投降（佐和山城之戰），自此納入織田的領地之下。信長旗下家臣丹羽長秀成為城主。1582年清洲會議以前城主改由堀秀政擔當，其後由堀尾吉晴成為城主。
1590年石田三成成為城主（註：年份可能有異），開始進行大規模的增築，建立了一座五層天守的城堡。曾被人一言「石田三成提及兩樣重要的事物，一是島左近，另一是佐和山城。」但是三成長時間逗留伏見城。
關原之戰西軍敗戰後，第二天以小早川秀秋為主力的部隊對城池進行攻擊。在城主三成不在作出猛烈防守。戰鬥勝利後，東軍以為是一座非常豪華的城堡，然而城池沒有作出任何的修飾。
此後，德川家康派遣了井伊直政成為城主，可惜領地對於三成的善政仍然無法忘記，為此，直政著手準備築起新的城池，名為彥根城。但是1602年死前，仍然未有任何計劃。直政次男直孝，開始利用佐和山城的築材建造彥根城。廢城的年份為1606年，現今只剩下部份的土壘，土壘於2001年發現。